# 나카시마 히로미
나카시마 히로미(일본어: 中島 宏海, 1993년 8월 8일~)는 일본의 축구 선수이다.

## 구단 경력
그는 2016년 일본 풋볼 리그의 브리오베카 우라야스에 입단했다. 2017년 J3리그의 그루자 모리오카로 이적했다. 2018년까지 11경기에 출전.